# Wadim Kiriczenko
Wadim Aleksandrowicz Kiriczenko, ros. Вадим Александрович Кириченко (ur. 7 lutego 1936 w Kirgiskiej SRR) – radziecki piłkarz, grający na pozycji obrońcy, trener piłkarski.

## Kariera piłkarska
W latach 1957-1963 występował w klubie Spartak Frunze, który w 1961 zmienił nazwę na Ałga Frunze.

## Kariera trenerska
Do 1968 pracował w klubie Ałga Frunze, po czym objął stanowisko głównego trenera Zarafshon Navoiy. Od lipca 1969 do połowy 1971 prowadził Spartak Iwano-Frankiwsk. Potem powrócił do Ałgi Frunze, gdzie pracował na stanowisku dyrektora klubu. W latach 1972–1973 trenował Łokomotyw Chersoń. Następnie ponownie prowadził Spartak Iwano-Frankiwsk oraz pracował w sztabie szkoleniowym klubów Terek Grozny i Krystał Chersoń.

### Sukcesy trenerskie
- wicemistrz Klasy B ZSRR, strefy środkowoazjatyckiej: 1969 (z Zarafszan Nawoi)
- mistrz Ukraińskiej SRR: 1969 (z Spartakiem Iwano-Frankowsk)

### Odznaczenia
- tytuł Zasłużonego Trenera Uzbeckiej SRR: 1970